# 雄狮乡
雄狮乡，是中华人民共和国四川省南充市南部县曾经下辖的一个乡。2019年10月，撤销雄狮乡，将其所属行政区域划归万年镇管辖。

## 行政区划
雄狮乡撤销前下辖以下地区：
狮子村、骏马村、碧山村、西安村、金山村、天官村、大仓村、庆丰村、三峰村、碾盘村、龙宿村和高马村。